# Germaans neopaganisme

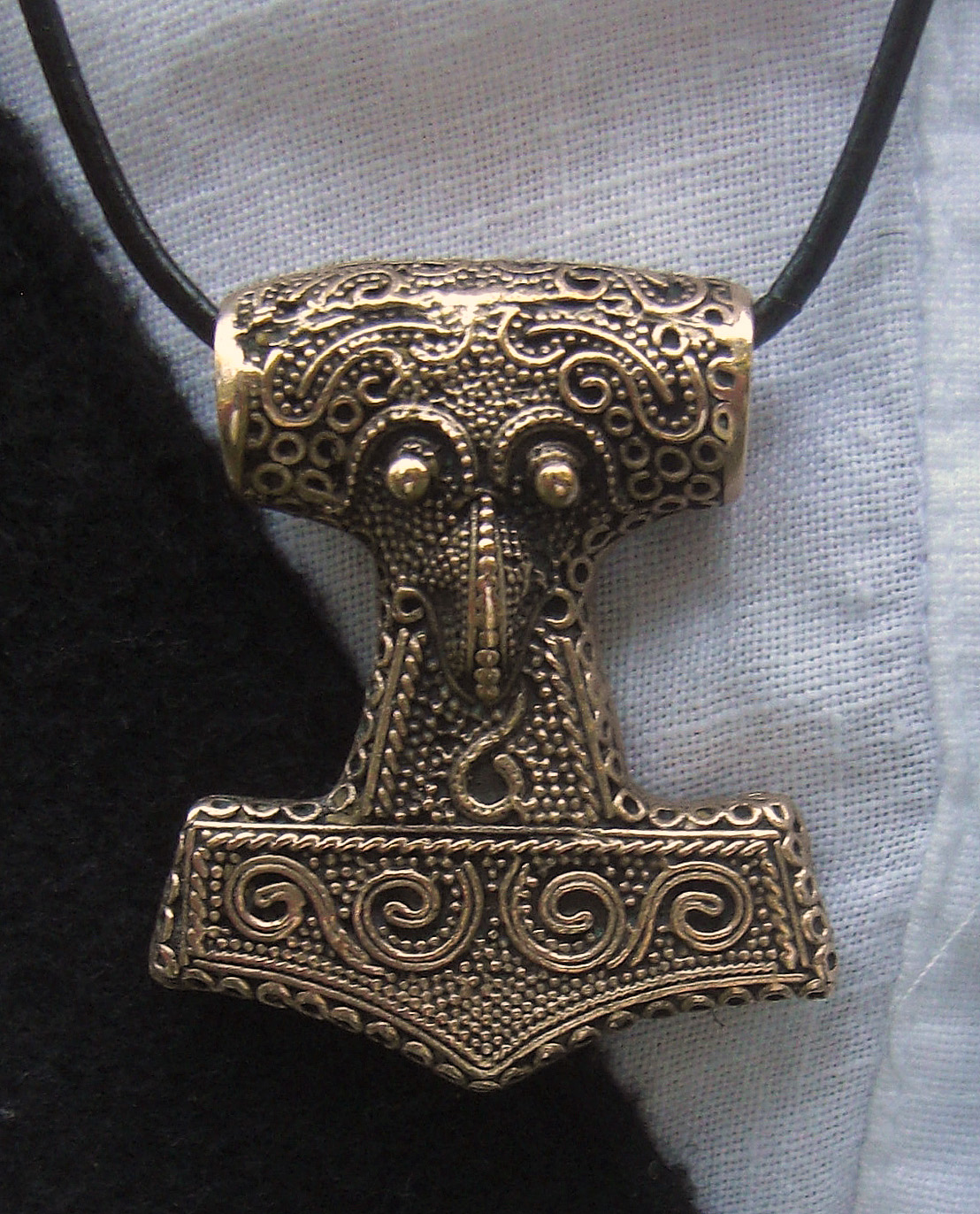
Een moderne replica van een hanger uit de Vikingtijd, die de hamer Mjölnir voorstelt.

Germaans neopaganisme is een moderne geloofsbeweging die zich baseert op de mythologie en tradities van de oude Germanen. Germaans neopaganisme is polytheïstisch van aard en kent verschillende godheden.
De beweging vindt haar oorsprong in de romantiek van de 19de eeuw en werd als een religie verder ontwikkeld in de 20ste eeuw. Vandaag de dag zijn er duizenden aanhangers van het Germaans neopaganisme in zowel Europa als Noord-Amerika.

## Benaming
De oude Germanen hadden oorspronkelijk geen eigennaam voor hun godsdienst. Dit zorgt er voor dat moderne aanhangers van de religie zelf een benaming moeten zoeken of bedenken om naar zichzelf en hun godsdienst te verwijzen. Een bekend voorbeeld hiervan is de term ásatrú, Oudnoors voor Asen-(ge)trouw. Andere veelgebruikte namen zijn Germaans heidendom, Germaans volksgeloof, wodanisme, (in Engeland) theodisme en (in Scandinavië) forn sidu.

## Kenmerken
Germaans neopaganisme is een polytheïstische geloofstraditie, met verschillende goden en geesten. Deze goden kunnen opgedeeld worden in families waaronder de Asen, de Wanen, de Alfen en de reuzen. De hoogste god binnen de godsdienst is de hemelgod Wodan, de vader van de Asen. De verschillende goden worden geassocieerd met bepaalde natuurelementen en begrippen en kunnen verschillende aspecten hebben. Wodan, bijvoorbeeld, is zowel een god van krijgers als een god van het mystieke.
Germaans neopaganisten zien hun geloof als een voortzetting of reconstructie van het oude geloof van de Germanen. Bijgevolg proberen ze dus zo accuraat mogelijk de tradities en gebruiken van de oude Germanen over te nemen of er tenminste op een correcte manier op verder te bouwen. Dit doet men door het bestuderen van oude teksten, lokale volksgebruiken en archeologische vondsten. Belangrijke literaire bronnen voor Germaans neopaganisten zijn de poëtische Edda en de voorchristelijke Noorse sagen.
Offers en andere rituelen vormen een essentieel onderdeel van de manier waarop meeste neopaganisten hun geloof belijden. Bij een offer geeft men, op symbolische wijze, een bepaald object aan een bepaalde godheid waarna deze zijn gunst geeft als wederdienst. Een offer kan ook dienen als een toon van dank na iets te hebben gekregen door een godheid. Sommige rituelen worden enkel op bepaalde dagen in het jaar gehouden, zoals het aansteken van vreugdevuren. Deze dagen worden gezien als heilige dagen of feestdagen. De belangrijkste feestdagen vinden plaats op de zomer- en winterzonnewende, ook wel gekend als Joel.
Door het ontbreken van een centraal religieus gezag en centraal vastgestelde dogma’s, is er een grote diversiteit van geloof onder de aanhangers van het Germaans neopaganisme. Dit zorgt er voor dat het geloof verdeeld is onder verschillende stromingen. Naast deze theologische stromingen kent het geloof verdere verdeeldheid op basis van politieke denkbeelden en filosofieën.
Een controversieel twistpunt onder de aanhangers van het Germaans neopaganisme is of hun religie van een universalistische of etnische aard is. De voorstanders van een etnisch Germaanse godsdienst benadrukken dat hun godsdienst in een nauw, soms metafysisch, verband staat met hun volk en dat elk volk haar eigen godsdienst heeft. De voorstanders van een universalistisch Germaanse godsdienst pleiten voor het openstellen van hun geloofsgemeenschap voor alle mensen, ongeacht of deze van een Germaanse afkomst zijn. Het meningsverschil tussen deze twee groepen heeft in het verleden geleid tot splitsingen in verschillende bewegingen.

## Geschiedenis
In de 19e eeuw zijn voor het eerst pogingen gedaan de verdwenen godsdienst te reconstrueren en nieuw leven in te blazen. De naam ásatrú (Asen-trouw) dook voor het eerst op in het boek Fjallkonan in 1885 en vervolgens in Heiden-tradities in IJsland van Ólafur Briem, geschreven in 1945. De waarschijnlijk oudste godsdienstige Germaans neopaganistische organisatie was de in 1907 opgerichte Germanische Glaubens-Gemeinschaft. De leiders van deze groep waren vertegenwoordigers van de "Terug naar de natuur"-beweging en naturalisten zoals Ludwig Fahrenkrog, Hugo Höppener ('Fidus') en anderen uit de Friedrichshagener Kreis).
In 1972 werd ásatrú een officiële religie in IJsland, nadat de IJslandse dichter Gothi Sveinbjorn Beinteinsson het had gepropageerd bij de regering. Germaans neopaganisme wordt inmiddels ook door de Zweedse, Deense, Spaanse en Noorse overheden als religie erkend. Dat is in de Scandinavische landen nodig, omdat men daar het Lutheranisme als staatsgodsdienst heeft. Zweden heeft de staatsreligie in 2000 afgeschaft. Sommige moderne beoefenaars pogen Germaans neopaganisme als autochtone godsdienst te reconstrueren en te beperken tot hoe het geweest zou kunnen zijn vóór bekeringen in Scandinavië (rond het jaar 1000), Engeland, Duitsland en de Lage Landen tot het christendom, wel rekening houdend met huidige wetten en gewoonten.
In maart 2017 werd door de Amerikaanse strijdkracht een hernieuwde lijst van erkende religies binnen al haar onderdelen uitgebracht waarin ook Germaans neopaganisme opgenomen is.

## Goden en godinnen

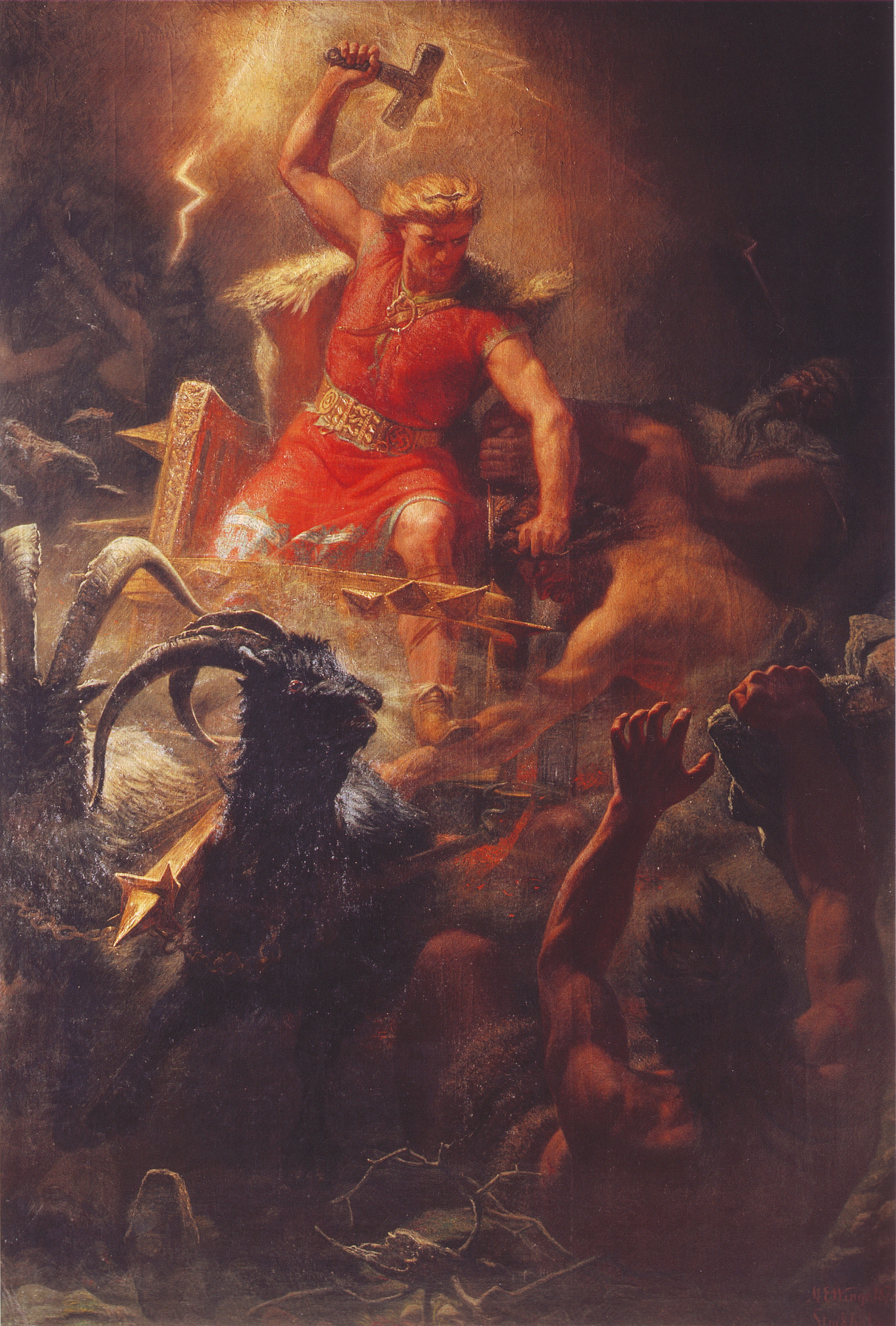
Donar, met zijn hamer Mjöllnir

- Wodan (ook wel Odin) is de god met één oog en de oppergod. Hij heeft een oog opgegeven om uit de fontein van de wijsheid te drinken. Hij is een wijze magiër. Woensdag is naar hem genoemd: Wodans dag.
- Donar (ook wel Thor) is de dondergod . Hij bedient zich van Mjöllnir, de goddelijke hamer. Hij rijdt met een bokkenwagen langs de hemel. Dit veroorzaakt de donder. Donderdag is naar Donar genoemd: Donars dag, in het Engels: Thursday, Thor's Day.
- Freyr is de god van jul, ook wel midwinter. Hij is de god van vrede, die vruchtbaarheid en geluk brengt.
- Freyja is de godin van de liefde, schoonheid en seksualiteit. Zij is aanvoerster van de walkuren, een groep krijgsvrouwen, die de gesneuvelde krijgers naar het Walhalla brengen. Vrijdag is naar haar genoemd: Freyja's dag.
- Frigg is de vrouw van Wodan. Ze is de beschermvrouwe van getrouwde vrouwen en het huishouden.
- Skadi is de godin van de onafhankelijkheid, dood en jacht. Scandinavië is naar haar vernoemd. Schaduw en schedel komen van haar naam.
- Ostara is de godin van de vruchtbaarheid en symboliseert de overwinning van het licht, die rond de lente-equinox wordt gevierd. Zij stond bij de Saksen bekend als Eostre, de godin van de lente. Ostara's symbolen zijn de haas en het ei. Doordat het Joodse Pascha en de dood en verrijzenis van Christus rond dezelfde tijd als haar feest gevierd werden heet het Pasen in het Engels nog steeds Easter en in het Duits nog steeds Ostern.